# Sobarocephala beckeri
Sobarocephala beckeri är en tvåvingeart som beskrevs av Willi Hennig 1956. Sobarocephala beckeri ingår i släktet Sobarocephala och familjen träflugor.
Artens utbredningsområde är Guatemala. Inga underarter finns listade i Catalogue of Life.